# Hubert B. Scudder
Hubert Baxter Scudder (ur. 5 listopada 1888 w Sebastopolu, zm. 4 lipca 1968 tamże) – amerykański polityk, członek Partii Republikańskiej.

## Działalność polityczna
W okresie od 3 stycznia 1949 do 3 stycznia 1959 przez pięć kadencji był przedstawicielem 1. okręgu wyborczego w stanie Kalifornia w Izbie Reprezentantów Stanów Zjednoczonych.